# Bethel Island
Bethel Island és una concentració de població designada pel cens dels Estats Units a l'estat de Califòrnia. Segons el cens del 2000 tenia 2.312 habitants.

## Demografia
Segons el cens del 2000, Bethel Island tenia 2.312 habitants, 1.113 habitatges, i 605 famílies. La densitat de població era de 173,7 habitants per km².
Dels 1.113 habitatges en un 17% hi vivien nens de menys de 18 anys, en un 41,2% hi vivien parelles casades, en un 7,5% dones solteres, i en un 45,6% no eren unitats familiars. En el 35,8% dels habitatges hi vivien persones soles el 13,9% de les quals corresponia a persones de 65 anys o més que vivien soles. El nombre mitjà de persones vivint en cada habitatge era de 2,08 i el nombre mitjà de persones que vivien en cada família era de 2,66.
Per edats la població es repartia de la següent manera: un 15,9% tenia menys de 18 anys, un 4,6% entre 18 i 24, un 24,1% entre 25 i 44, un 34,4% de 45 a 60 i un 20,9% 65 anys o més.
L'edat mediana era de 48 anys. Per cada 100 dones de 18 o més anys hi havia 109,3 homes.
La renda mediana per habitatge era de 44.569 $ i la renda mediana per família de 53.929 $. Els homes tenien una renda mediana de 47.431 $ mentre que les dones 26.786 $. La renda per capita de la població era de 26.739 $. Entorn del 5,3% de les famílies i el 8,8% de la població estaven per davall del llindar de pobresa.

## Poblacions més properes
El següent diagrama mostra les poblacions més properes.